# Matsya

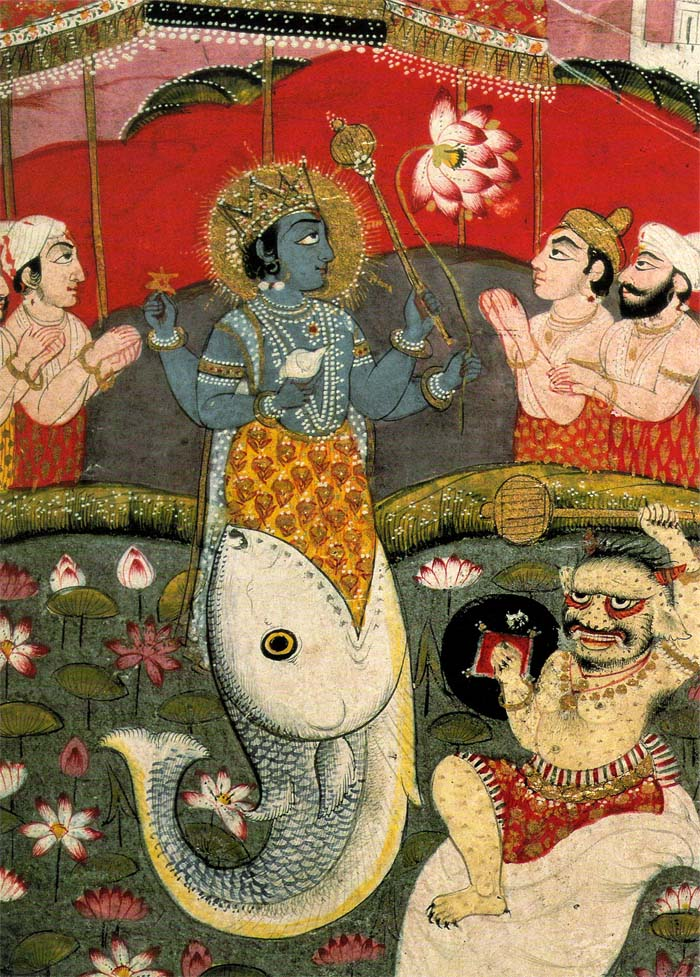
Målning av Matsya

Matsya (Sanskrit: मत्स्य) är i indisk mytologi guden Vishnus inkarnation (avatar) som fisk.